# Номион
Номион је у грчкој митологији било име више личности.

## Етимологија
Име Номион (или Номеон) је изведено од грчке речи nomas и има значење „пашњак“.

## Митологија
1. Према Антонину Либералу, био је Антејев отац.[2]
2. Према Аполодору, био је отац Амфимаха и Наста.[2]
3. Нон га је убрајао у ламоске кентауре.[3]